# Офіусса
Офіусса, або Офіуса (дав.-гр. Οφιούσσα — «зміїний острів», від дав.-гр. ὄφις — змія та дав.-гр. ύσσα — острів), також острів тирагетів — гіпотетичний колишній острів у дельті Дністра на місці сучасного Дністровського лиману, заселений тирагетами (гети на Тирасі) у VI ст. до н. е. Думки дослідників різняться, чи Офіусса і Тіра — два самостійних поселення, чи Офіусса — первинна назва Тіри.
За оцінкою українського історика Михайла Агбунова, дельтовий острів мав довжину 20—30 км і ширину — 5—8 км та підіймався над рівнем моря на 1—2 м. У 1980-х роках група археологів проводила підводні дослідження лиману та виявила сліди поселень, що жили на острові.

## Опис

### Офіусса як назва Тіри
Назва Офіусса (дав.-гр. Οφιούσσα) перекладається з давньогрецької мови як «зміїний острів»: від дав.-гр. ὄφις — змія та дав.-гр. ύσσα — острів.
Поселення Офіусса на Дністрі згадане різними античними авторами. Так, Псевдо-Скілак у своїх періплах згадує «у землі скіфів» між Істром (Дунаєм) і Таврією (Кримом) лише два еллінських міста: Офіуссу та Ніконій. Згідно Плінію Старшому та Стефану Візантійському, Офіусса — давніша назва Тіри. Коли місто перейменували — невідомо, проте перші використання назви «Тіра» на монетах датують другою половиною IV ст. до н. е.
Офіусса позначена на карті Північного Причорномор’я Герарда Меркатора 1554 року.

### Офіусса як острів
Римський географ Страбон писав: «Коло устя Тири є башта, звана Неоптолемовою, і село, зване Гермонактове; як проплисти вверх 140 стадій, по обидва боки міста: з одного — Ніконія, з другого — Офіусса; мешканці, що при річці, кажуть, що, як проплисти 120 стадій, то ще є місто». Німецький історик Фрідріх Білабель висунув припущення, що тексти Псевдо-Скілака і Страбона помилкові, і що Офіусса — окреме поселення. Він вважав, що Страбон під словом «місто» мав на увазі Тіру. Із ним погодилася історикиня Тетяна Златковська, на думку якої Страбон у своїй роботі писав про три міста на узбережжі Дністровского лиману: Ніконій, Офіуссу та Тіру.
Клавдій Птолемей, описуючи район гирла Дністра, наводив Офіуссу та Тіру як окремі поселення. Римський поет Гай Валерій Флакк у своїй поемі «Аргонавтика» також згадував Офіуссу та Тіру як окремі міста. На думку деяких істориків, Офіуссу заснували одночасно з Тірою наприкінці VI — на початку V ст. до н. е. вихідці з Мілета. 

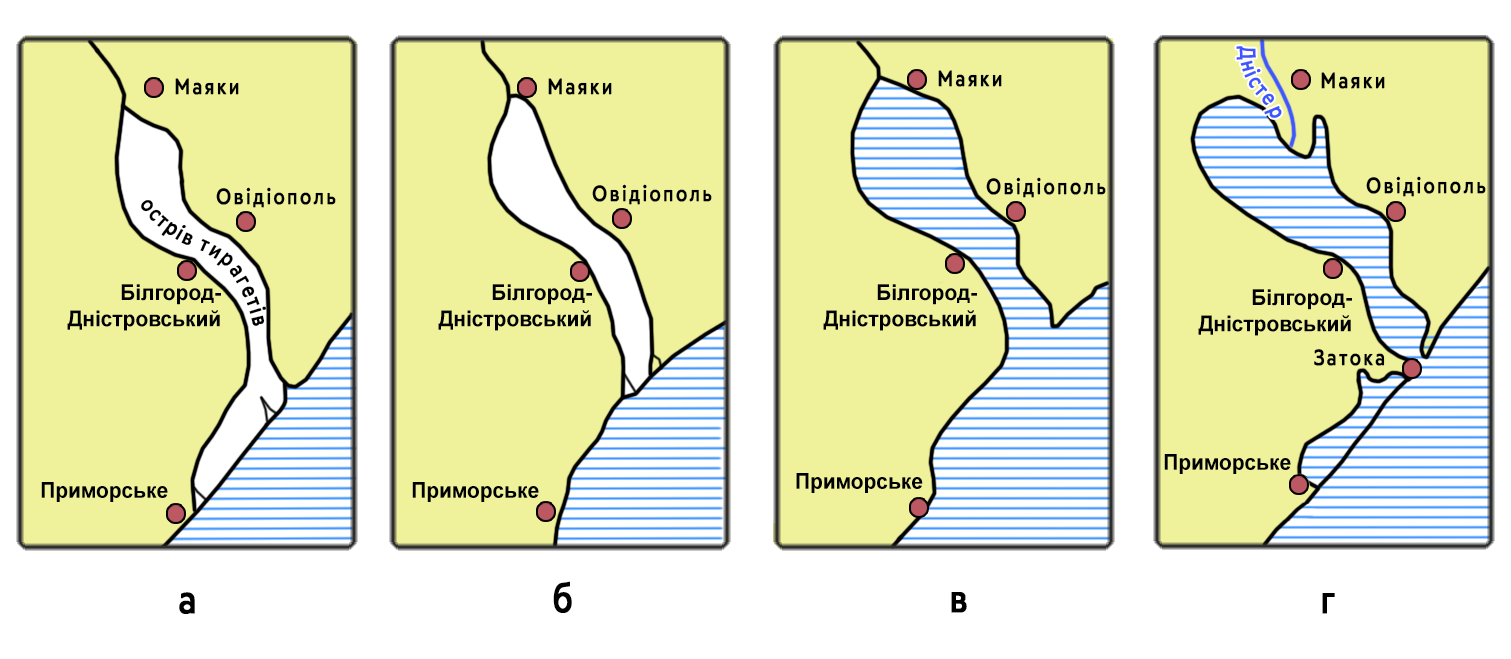
Динаміка змін акваторії Нижнього Подністров’я (за М. В. Агбуновим):
а — архаїчний період;
б — елліністичний період;
в — середні віки;
г — сучасний вигляд.

Український історик Михайло Агбунов висловив гіпотезу, що поселення Офіусса заснували VI ст. до н. е. на дельтовому острові між рукавами Тираса, а через деякий час у V ст. до н. е. перенесли на правий берег ріки та перейменували на Тіру. Після комплексного вивчення писемних, археологічних та палеогеографічних даних історик ототожнив острів тирагетів із дельтовим островом між двома рукавами Тираса. Його довжина була в середньому 20—30 км, ширина — 5—8 км, поверхня підіймалася над рівнем моря на 1—2 м.
В античну добу під час фанагорійської регресії рівень Чорного моря був нижчий за сучасний на понад 5 м, проте пізніше почалася німфейська трансгресія, і рівень моря почав підніматися. Через це у дельті Дністра почали засолюватися прісноводні ґрунтові прошарки та дельтовий острів розмило. Поверхня острова наразі перекрита кількаметровим прошарком лиманоморських осадків.
У 1981—1982 роках група археологів разом із Михайлом Агбуновим проводила підводні археологічні дослідження у Дністровському лимані та виявила сліди принаймні чотирьох поселень IV—III ст. до н. е., які існували на дельтовому острові.